# 古特尼克陨石坑
古特尼克陨石坑（Guthnick）是位于月球背面南半部一座相对年轻的小撞击坑，约形成于11亿年前的哥白尼纪，其名称取自德国天文学家保罗·古特尼克（Paul Guthnick，1879年-1947年），1970年被国际天文学联合会批准接受。

## 描述

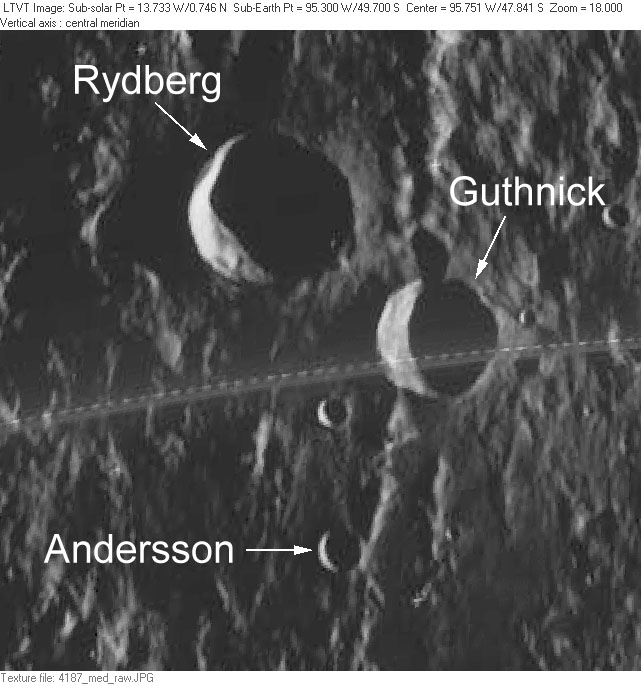
古特尼克陨石坑周边，月球轨道器4号拍摄。

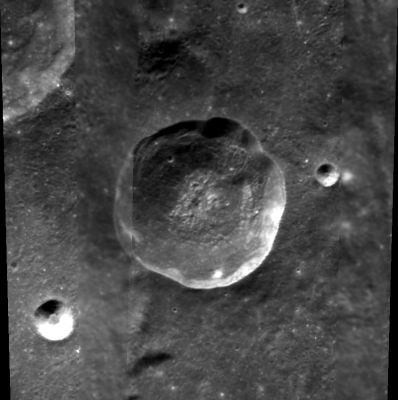
克莱门汀号拍摄的图像

该陨坑位于环东方海撞击盆地的喷发覆盖层南部，西侧靠近略大的里德伯陨石坑、东北偏东毗邻卡塔兰陨石坑而较小的安德逊陨石坑则位于它的西南偏南，它的北面坐落了巨大的科迪勒拉山脉。该陨坑中心月面坐标为47°46′S 94°02′W / 47.76°S 94.04°W，直径37.03公里，深度约2.14公里。
古特尼克陨石坑坑壁边沿峻峭，几乎未受到较大的侵蚀。东北侧略微外凸，其它边缘则接近圆形。陨坑内侧坡较为宽坦，大部分坡面平直下倾，没有崖架或阶地状结构，松散的岩壁早已剥落坍塌至坑底，沿边缘形成一圈岩屑堆环。古特尼克陨坑侧壁最大高出周边地形1000米，内部容积约999.85立方千米。坑底面积不大，直径约为陨坑的一半，坑内地表较为崎岖，分布有一些小山丘，但没有较醒目的陨石坑。
该陨坑位于形成于酒海纪期，直径630公里的孟德尔-里德伯盆地内中部附近。

## 另请参阅
- Andersson, L. E.; Whitaker, E. A. . NASA RP-1097. 1982.
- Blue, Jennifer. . USGS. July 25, 2007  [2007-08-05]. （原始内容存档于2018-12-25）.
- Bussey, B.; Spudis, P. . New York: Cambridge University Press. 2004. ISBN 978-0-521-81528-4.
- Cocks, Elijah E.; Cocks, Josiah C. . Tudor Publishers. 1995. ISBN 978-0-936389-27-1.
- McDowell, Jonathan. . Jonathan's Space Report. July 15, 2007  [2007-10-24]. （原始内容存档于2018-12-25）.
- Menzel, D. H.; Minnaert, M.; Levin, B.; Dollfus, A.; Bell, B. . Space Science Reviews. 1971, 12 (2): 136–186. Bibcode:1971SSRv...12..136M. doi:10.1007/BF00171763.
- Moore, Patrick. . Sterling Publishing Co. 2001. ISBN 978-0-304-35469-6.
- Price, Fred W. . Cambridge University Press. 1988. ISBN 978-0-521-33500-3.
- Rükl, Antonín. . Kalmbach Books. 1990. ISBN 978-0-913135-17-4.
- Webb, Rev. T. W.  6th revised. Dover. 1962. ISBN 978-0-486-20917-3.
- Whitaker, Ewen A. . Cambridge University Press. 1999. ISBN 978-0-521-62248-6.
- Wlasuk, Peter T. . Springer. 2000. ISBN 978-1-85233-193-1.